# Аеропорт (роман Артура Гейлі)
«Аеропо́рт» (англ. Airport) — роман англоканадського письменника Артура Гейлі, який опублікувало видавництво Даблдей 1968 року. Сюжет твору розповідає про роботу аеропортових служб і пілотів в надзвичайних умовах, коли запланований теракт збігається у часі з лютою заметіллю. Роман перебував 64 тижні у списку бестселерів «Нью-Йорк таймс», 30 з яких був № 1, і став найпродаванішим романом 1968 року.
«Аеропорт» було тричі екранізовано. Найвідоміша з екранізацій — американський трагікомедійний фільм-катастрофа «Аеропорт» (1970) режисера Джорджа Сітона.

## Сюжет
Мел Бейкерсфілд, керуючий міжнародним аеропортом імені Лінкольна, затримався на роботі з метою перевірки служби по боротьбі зі снігом: вже третю добу над Чикаго триває люта хуртовина і снігоприбиральна команда працює на межі можливостей. Його зять Вернон Дімірест, чванькуватий пілот вищого класу, написав з приводу «незадовільної» роботи снігоприбиральників доповідну записку. Незадоволення висловлює і дружина Мела, Сінді, яка марно чекає чоловіка на світській вечірці. Ситуацію ускладнює зсув літака на злітній смузі три-ноль, через її блокування доводиться користуватися смугою два-п'ять. Вона проходить над селищем Медоувуд, жителі якого вже давно скаржаться на шум. Ось і зараз на зібранні вони вдалися до послуг спритного адвоката Елліота Фрімантла. З маніпулятивною метою адвокат організовує мітинг медоувудців прямо в аеропорту.
Тим часом до заблокованого літака викликають головного механіка Джо Патроні. Про цього італійця ходять легенди, начебто він здатен ліквідувати будь-яку аварію. Доки Патроні долає дорожній затор на шляху до аеропорту, рідний брат Мела — Кейз Бейкерсфілд — відпрацьовує свою останню зміну. Кейз — досвідчений авіадиспетчер, в минулому через маленьку недбалість він став побіжною причиною авіакатастрофи і, не змігши подолати почуття провини, сьогодні вирішив накласти на себе руки.
Крім Кейза до Мела Бейкерсфілда прихильно ставиться Таня Лівінгстон, співробітниця авіакомпанії «Trans America Airlines». Мел симпатизує Тані й в глибині душі відчуває, що його шлюб з Сінді вже ніщо не врятує. Затятий ворог Мела Вернон Дімірест теж закоханий. Його позашлюбна обраниця — стюардеса Гвен Мейген. Вона сповіщає Вернона про свою вагітність, але той бажає вирішити «проблему» тільки через аборт. Втім, доки цього не сталося, Вернон і Гвен планують відпочити у Неаполі. Шляхом до омріяного «вікенду» стане прямий рейс до Рима «Золотий Аргос», в якому Вернон Дімірест виконуватиме роль пілота-контролера щодо свого колеги Енсона Герріса.
Доки всі аеропортові служби готуються відправити «Золотий Аргос», колишній будівельний підрядник Д. О. Герреро, остаточно розчарувавшись у житті й власних можливостях, вирішує покінчити життя самогубством, але так, щоби забезпечити дружину і дітей. Схиблена психіка Герреро підказує йому «безпомилковий» вихід: сісти на літак і підірвати його над морем, щоби не знайшли доказів вибуху. Із саморобною бомбою Герреро сідає на літак до Рима, однак його поведінка викликає підозру у декількох співробітник аеропорту. Дружина Герреро, Інес, теж відчуває лихо. За останні гроші вона приїздить в аеропорт, щоби перестріти чоловіка, але запізнюється.
Таня Лівінгстон поверховою перевіркою виявляє підозрілі збіги — поки що все вказує на те, що Герреро відлетів з метою не повернутися. Таня ділиться підозрами з Мелом Бейкерсфілдом. Той ініціює ретельне розслідування. За допомогою поліції та Інес Герреро вбивчі наміри психопата стають очевидними. На літак Вернона Діміреста надходить попереджувальна радіограма. Вернон, заручившись поміччю Гвен і безквиткової пасажирки, пробує забрати валізку з бомбою у Герреро. В останню мить непередбачена випадковість руйнує його план — Герреро у відчаї підриває себе. Пошкоджений вибухом літак вдається розвернути в порт вильоту. Однак щоби посадити розгерметизовану машину в аеропорту Лінкольна, потрібна найдовша злітна смуга — смуга три-ноль. Лише в останню мить механіку Джо Патроні вдається звільнити її від застряглого літака, досвідчені пілоти саджають пошкоджений аеробус. Кейз Бейкерсфільд, який керував посадкою з диспетчерського пункту, вирішує кинути роботу, але жити далі. Вернон Дімірест відмовляє від думки про аборт і планує якось владнати питання з двома жінками свого життя. Мел і Сінді після сварки розлучаються. Адвокат Елліот Фрімантл ловить облизня.

## Аналіз твору
Роман «Аеропорт» написаний у жанрі реалізму, причому правдивому відтворенню життя автор підпорядкував усі художні засоби. Артур Гейлі обрав темою твору добре знану ним галузь — авіацію, адже він і сам замолоду вчився на пілота, крім того, деякий час працював у транспортній компанії. Місцем дії він зазначив вигаданий Міжнародний аеропорт імені Лінкольна, прототипом для якого послужив Міжнародний аеропорт імені Едварда О'Гари в Чикаго. Зміна назви, найімовірніше, була зроблена задля того, щоби уникнути небажаних асоціацій з катастрофою і запобігти звинуваченням у наклепництві. В романі присутні згадки про нещодавні винаходи, які датуються серединою 1960-х років, що дає можливість припустити, що роман описує сучасні події (на момент його написання — 1968-й рік). Однак у самому романі відсутні посилання на конкретні дати, натомість він поділений на три частини за часом дії:
1. від 18:30 до 20:30 — знайомство з персонажами та їх особистими історіями, опис загальної ситуації в аеропорту;
2. з 20:30 до 23:00 — створення передумов катастрофи;
3. 3 23:00 до 1:30 — катастрофа та боротьба з її наслідками[5].

Таким чином уся дія твору вміщується у стислий часовий проміжок, що надає подіям внутрішньої динаміки й напруженості. Цю динамічність підкреслює особлива манера викладу, коли Артур Гейлі перемикає увагу читача з одного персонажа на іншого й показує їх дії майже одночасно. Такий «кінематографічний» стиль полегшує сприйняття роману та його екранізацію, тому критики іноді закидали авторові брак глибини.
Справді, Артур Гейлі уникає складних філософських питань, але не опускається до примітивної оповіді життєвої історії. Він насичує свій твір моральними проблемами, актуальними для американського суспільства. Це невідповідність проєктів аеропортів реальній завантаженості (аеропорт імені О'Гара — найзавантаженніший у світі), важкі умови праці диспетчерів, питання про аборти, захист від шуму, доцільність миттєвого страхування життя без перевірки клієнта, вільний продаж вибухівки, корпоративна політика щодо приховування найрізноманітніших проблем авіакомпаній: від крадіжок і безквиткових пасажирів до службового флірту та сприяння відмові від батьківства. Морально-етичні проблеми показано в «Аеропорті» на різних рівнях: державному (наприклад, прихована конкуренція між різними митницями), муніципальному (хабарництво на шкоду плануванню і безпеці польотів), особистому (шлюбні негаразди у декількох персонажів, шахрайські маніпуляції адвоката тощо). Артур Гейлі майстерно показав зв'язок між персональною відповідальністю кожної людини та непередбачувано великими суспільними наслідками невиконання своїх обов'язків. Наприклад, Кейз Бейкерсфілд несвідомо сприяв авіакатастрофі лише тому, що на кілька хвилин затримався у вбиральні; Інес Герреро не змогла відмовити чоловіка від вбивчих намірів лише тому, що була по-дрібному ошукана таксистом; підозрілого психопата не виявили вчасно тому, що страховий агент змагалася за кількість страхових договорів аби виграти електричну зубну щітку.
Ще одним художнім засобом відтворення дійсності є велика кількість технічних деталей. Вони не заступають сюжетні лінії, але дозволяють реалістично відтворити професійне середовище снігозбиральної служби, авіадиспетчерів, пілотів та інших маленьких людей: митників, страхових агентів, поліцейських. Показово, що до всіх працівників автор ставиться з симпатією. Він показує важкі умови праці та професійні труднощі, які щодень доводиться долати різноманітним фахівцям. Артур Гейлі показує, що навіть важкі помилки зазвичай не є наслідком недбалості однієї людини, а опосередковано відтворюють недосконалість усієї системи людських відносин, де часто вирує егоїзм, байдужість, психологічна втома, несумісність характерів. Деталізований показ професійного середовища дозволяє віднести «Аеропорт» до так званих виробничих романів, а динамічність подій — до гостросюжетних творів, зокрема, романів-катастроф.

## Переклади українською
А. Гейлі. Аеропорт. Пер. з англійської В. І. Куч. — Харків: «Клуб сімейного дозвілля», 2018.